# Minneapolis (Kansas)
Minneapolis é uma cidade localizada no estado americano de Kansas, no Condado de Ottawa.

## Demografia
Segundo o censo americano de 2000, a sua população era de 2046 habitantes.
Em 2006, foi estimada uma população de 2027, um decréscimo de 19 (-0.9%).

## Geografia
De acordo com o United States Census Bureau tem uma área de
4,5 km², dos quais 4,5 km² cobertos por terra e 0,0 km² cobertos por água.

## Localidades na vizinhança
O diagrama seguinte representa as localidades num raio de 28 km ao redor de Minneapolis.